# 후처격
언어학에서 후처격(영어: postessive case, 약어: POSTE)은 어떤 물체 뒤에 있음을 나타내는 격이다.
이 격은 레즈기아어와 아굴어와 같은 북동캅카스어족언어들에서 찾을 수 있다. 레즈기아어에서 후처격은 능격 명사에 더하는 접미사 -хъ (-qh)로 살현된다. 이 격은 최근에는 기본 의미인 “-뒤에”로는 드물게 쓰이지만, “-와 함께”,“-대신에”의 의미로는 종종 쓰인다. .

## 같이 보기
- 격 목록
- 격
- 북동캅카스어족